# Сульфид марганца(II)
Сульфид марганца(II) — неорганическое соединение, соль металла марганца и сероводородной кислоты с формулой MnS, розовые или красновато-бурые кристаллы, не растворимые в воде, образует кристаллогидрат, характеризуется полиморфизмом.

## Получение
- В природе встречается минерал алабандин (марганцевая обманка) — α-MnS с различными примесями.

- Сплавление марганца и серы:

{\displaystyle {\mathsf {Mn+S\ {\xrightarrow {1580^{o}C}}\ MnS}}}
- Осаждение растворимой соли двухвалентного марганца гидросульфидом аммония в инертной атмосфере (образуется α-MnS):

{\displaystyle {\mathsf {MnCl_{2}+NH_{4}HS+nH_{2}O\ {\xrightarrow {100^{o}C}}\ MnS\cdot nH_{2}O\downarrow +NH_{4}Cl+HCl\ {\xrightarrow[{-H_{2}O}]{\tau ,100^{o}C,N_{2}}}\ MnS\downarrow }}}
- Осаждение растворимой соли двухвалентного марганца сероводородом в буферном растворе ацетата натрия (образуется β-MnS):

{\displaystyle {\mathsf {MnCl_{2}+H_{2}S+2CH_{3}COONa\ {\xrightarrow {\tau }}\ MnS\downarrow +2NaCl+2CH_{3}COOH}}}
- Восстановление сульфата марганца углеродом (кокс):

{\displaystyle {\mathsf {MnSO_{4}+2C\ {\xrightarrow {T}}\ MnS+2CO_{2}}}}

## Физические свойства
Сульфид марганца(II) образует кристаллы трёх модификаций:
- α-MnS, зелёные кристаллы, кубическая сингония, пространственная группа F m3m, параметры ячейки a = 0,5211 нм, Z = 4.
- β-MnS, красные кристаллы, кубическая сингония, пространственная группа F 43m, параметры ячейки a = 0,559 нм, Z = 4.
- γ-MnS, красные кристаллы, гексагональная сингония, пространственная группа P 63mc, параметры ячейки a = 0,398, c = 0,643 нм, Z = 2.

β-MnS и γ-MnS модификации являются метастабильными и при нагревании до 200-300°С переходят в α-MnS фазу.
Образует кристаллогидрат состава 3MnS•H2O, серо-розовые кристаллы.

## Химические свойства
- Растворяется в разбавленных растворах щелочей:

{\displaystyle {\mathsf {MnS+H_{2}O\ \rightleftarrows Mn(HS)OH}}}
- Реагирует с разбавленными кислотами:

{\displaystyle {\mathsf {MnS+2HCl\ {\xrightarrow {}}\ MnCl_{2}+H_{2}S\uparrow }}}
- Окисляется горячими концентрированными серной и азотной кислотами:

{\displaystyle {\mathsf {MnS+4H_{2}SO_{4}\ {\xrightarrow {90^{o}C}}\ MnSO_{4}+4SO_{2}\uparrow +4H_{2}O}}}
{\displaystyle {\mathsf {MnS+8HNO_{3}\ {\xrightarrow {90^{o}C}}\ MnSO_{4}+8NO_{2}\uparrow +4H_{2}O}}}
- При нагревании окисляется кислородом воздуха:

{\displaystyle {\mathsf {MnS+2O_{2}\ {\xrightarrow {300-400^{o}C}}\ MnO_{2}+SO_{2}}}}